# Râul Izvorul Negru, Cosău
Râul Izvorul Negru este un afluent al râului Cosău. 

## Hărți
- Harta județului Maramureș
- Harta Munții Gutâi  Arhivat în 4 martie 2016, la Wayback Machine.